# Mazaly Aguilar
Mazaly Aguilar Pinar é uma política espanhola do partido político Vox, eleita membro do Parlamento Europeu em 2019.